# Chiesa di San Michele Arcangelo (Garbagna Novarese)
La chiesa di San Michele Arcangelo, detta anche semplicemente chiesa di San Michele, è la parrocchiale di Garbagna Novarese, in provincia e diocesi di Novara; fa parte dell'unità pastorale della Bassa Novarese.

## Storia

### Origine
Il primitivo oratorio fu eretto dai Longobardi, al posto del precedente tempio pagano, e dedicato al loro patrono. Pur non disponendo di prove concrete a sostegno di tale asserzione, lo storico Lino Cassani ne era convinto, date le numerose testimonianze della presenza di una colonia di possidenti longobardi in Garbagna nell'XI secolo, che avrebbero potuto finanziarne la costruzione. La storia stessa di Garbagna fornisce ulteriori indizi a pro di questa tesi. Il nucleo originale del paese era fino all'XI secolo piuttosto distante dalla chiesa in questione, più a nord-est, presso l'antica via romana e l'oratorio di Santa Maria. Data la consuetudine longobarda di collocare i cimiteri lontano dall'abitato e di edificare nei loro pressi cappelle intitolate a San Michele (cui spettava il compito di soppesare le anime dopo la morte, in vista del giudizio divino), è assai probabile che il primitivo edificio avesse questa origine e che fin da principio nei suoi pressi fosse il cimitero. Con lo spostamento del centro abitato presso il neonato castello nel tardo XII secolo, la cappella entrò nell'area d'influenza di quest'ultimo, il che ne accrebbe senza dubbio l'importanza, al punto di essere elevata a chiesa parrocchiale della comunità. La prima menzione in documenti storici risale proprio a tale periodo, nel 1181.
Si sa molto poco della sua struttura a quel tempo, solo che l'abside era rivolto ad oriente, come da consuetudine dei primi secoli della cristianità.

### XIV secolo
Nella consegna dei benefici ecclesiastici del 1347, il parroco Uberto Fragonerio riportò che la canonica si trovava a ridosso della chiesa a nord-ovest e che a ovest era il cimitero. Entrambi gli edifici erano protetti a nord e a est dal fossato del castello, che in questo modo li includeva nella propria area. Inoltre la chiesa possedeva un altro sedimen (piccola abitazione) immediatamente a est, oltre il fossato e costeggiante la strada che portava alla chiesa stessa. Completavano il beneficio 26 pezze di terra per una superficie totale di 240 pertiche, per lo più coltivabili o a foraggio.

### XVI-XVIII secolo
Con l'aumento della popolazione, le ridotte dimensioni ne richiesero la sostituzione sul finire del XVI secolo. L'edificio longobardo fu abbattuto e le fondamenta riutilizzate come base per il nuovo. Il rapporto della visita pastorale del vescovo Carlo Bascapè il 2 maggio 1596 (a lavori non ancora ultimati) e il documento di consegna del beneficio parrocchiale del 1618 forniscono un'accurata descrizione della nuova struttura: misurava ventotto braccia di lunghezza (compreso il coro), dodici di larghezza e dieci di altezza; era costituita da una sola navata con soffitto in legno, affiancata dal campanile alto trenta braccia posto alla sinistra del coro; il coro era di forma semicircolare e rivolto ad oriente come il precedente. A nord erano la canonica, la sagrestia e il cimitero, a est la strada di accesso, a sud il giardino della canonica, a ovest la vigna e il campo della canonica. All'interno il soffitto era dipinto e l'altare di legno intarsiato, sovrastato da un tabernacolo di legno dorato alto due braccia e sostenuto da quattro angeli, oltre alla presenza di sei candelieri ed una piccola croce.

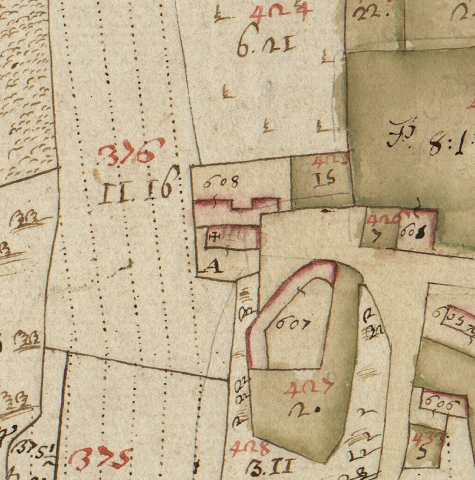
La chiesa raffigurata nella mappa del Catasto Teresiano, 1723, affiancata dalla canonica

Citando l'Archivio Storico Diocesano, Franca Franzosi riporta che nel 1669 la chiesa ricevette una donazione di reliquie, ipotizzando che fra di esse vi fosse un frammento della Santa Croce.
In seguito furono introdotti diversi cambiamenti, riportati dalla relazione sullo stato della parrocchia stilata dal curato Giuseppe Tosi nel 1792. Per agevolare l'accesso dei fedeli, l'orientamento dell'edificio fu invertito: ad oriente, verso il paese, fu posta la nuova entrata, mentre ad occidente fu spostato il coro. A seguito della permuta di proprietà col conte Caroelli nel 1748, a nord e ovest stavano ora terreni di quest'ultimo, mentre il cimitero era stato spostato a sud della chiesa. Da tale relazione sappiamo inoltre che l'edificio era dotato di battistero, aveva buoni muri ben imbiancati e politi e nell'esteriore in rustico e che il soffitto ligneo era stato sostituito da una copertura in muratura. Il coro era dotato di comode panche sia per gli ecclesiastici che per i laici; uomini e donne avevano posti separati. Non eran presenti statue, ma solo alcuni quadri perfettamente in sintonia coi dettami liturgici. Vi erano infine tre altari: il maggiore, uno dedicato alla Beata Vergine di Loreto e uno a San Raffaele.

### XIX secolo
Aumentando ancora la popolazione, l'edificio necessitò ampliamenti, eseguiti nei primi anni del XIX secolo. Nello specifico, furono costruite le due navate laterali. Riguardo all'interno, sappiamo esservi i confessionali e il coro arredato con stalli in legno (sedili separati da braccioli). Nel 1832, inoltre, il consiglio comunale decise l'innalzamento del campanile di diversi metri e la sostituzione del tetto in tegole con una cuspide. Per garantire la stabilità nella nuova struttura, fu otturata la maggior parte delle feritoie e fu rinforzato il basamento.
Franca Franzosi riferisce di un inventario del 1853 in cui è confermata la presenza nella chiesa di un frammento della Santa Croce, ma non si ha certezza di quando vi fosse giunta. La stessa Franzosi ipotizza che la presenza di tale reliquia sia correlabile al culto di Sant'Elena, della quale è presente un affresco nell'Oratorio di Santa Maria.
Attorno al 1850 fu aggiunta una terza navata sul lato del campanile, ma l'inusuale modifica, vista come vera e propria deturpazione dell'edificio a scapito della sua simmetria, non fu gradita alla popolazione. Dopo alcuni decenni di malconento, il Comune, capitanato dal sindaco Carlo Geri, impose la chiusura della navata in occasione dei lavori del 1899, relegandola a locale di passaggio e ripostiglio. Nel corso degli stessi lavori la chiesa fu allungata di dieci metri dal lato frontale, abbattendo la vecchia facciata (con portichetto in colonne di granito e antica statua di San Michele) ed installando la nuova, su disegno dell'architetto novarese Marcello Zorzoli, con lunetta sul portale decorata con un affresco del medesimo santo. Sempre durante i lavori a cavallo tra 1899 e 1900, a spese della popolazione fu posato il nuovo pavimento, venne affiancato al lato nord del coro un edificio al cui piano superiore fu installato l'organo e tutta la chiesa fu affrescata dal pittore alessandrino Rodolfo Gambini.

### XX secolo
Nel 1903 fu eretta una croce lignea nello spiazzo antistante l'edificio, a ricordo delle Sante Missioni occorse tra il 27 dicembre 1902 e il 6 gennaio 1903.

Planimetria della chiesa

Nel 1925 l'organo fu spostato dal lato nord del coro al fondo della chiesa sopra l'entrata, per iniziativa del parroco Carlo De Gasperis.
Nel 1934, in ricordo dell'anno santo, la croce lignea antistante l'edificio fu sostituita da una colonna in granito.
Nella monografia su Garbagna del 1948, Ernesto Colli racconta che l'antico cimitero era posto immediatamente a sud dell'edificio. Al tempo in cui scriveva, invece, al suo posto passava già la strada che conduceva al nuovo cimitero, incorniciata da un doppio filare di platani.
Col decreto dell'11 ottobre 1986, la personalità giuridica civile fu trasferita dalla chiesa alla parrocchia, che ricevette inoltre la qualifica di ente ecclesiastico civilmente riconosciuto.
Nel 1992, su interessamento del locale medico condotto Giacomo Perolini e della moglie Emma Clavenna, entrambi noti cultori di storia e arte locale, fu restaurata la settecentesca tela raffigurante il patrono San Michele.
Nel 1996 un gruppo di garbagnesi intraprese una vasta opera di pulizia, abbellimento e restauro conservativo dell'edificio, sotto la direzione del parroco Giovanni Fornaroli e Roberto Fregonara. In tale contesto si inserisce il restauro della grotta di Lourdes, ad opera di Luigi Casalchini e Giuseppe Facchetti, reinaugurata il 6 ottobre.

### XXI secolo
Nel 2011 fu restaurato l'organo.
Nel 2013, previa indagine stratigrafica, la facciata fu rinnovata dal restauratore Federico Barbieri di Pombia.
Oltre alle attività legate al culto, la chiesa ha ospitato negli anni diverse iniziative musicali e canore, organizzate dal Comune, dalla parrocchia e dalle associazioni locali di volontariato (vedi riquadro Attività musicali e canore).
Tra le attività non strettamente legate al culto, emergono i tradizionali concerti di Natale.
Si ricordano tuttavia anche varie iniziative musicali e canore, totalmente estranee all'ambito religioso, quali:
- 2001: concerto del coro "Antonio Vivaldi" di Cambiano, a chiusura dei festeggiamenti per l'inaugurazione della sede del Gruppo Alpini di Garbagna e del monumento agli Alpini e ai caduti[24];
- 2011: concerto verdiano del coro "Amadeus Kammerchor" diretto dal maestro Gianmario Cavallaro, al pianoforte Mirco Godio[25];
- 2020: il coro CAI di Novara ricordò il baritono Mario Paracchini, originario di Garbagna e membro del detto coro per oltre 20 anni, con la direzione dei maestri Sergio Ferrara e Serena Romano[26];
- 2022: tappa a Garbagna dello spettacolo "Dell'Arte Contagiosa", approfondimento multidisciplinare sulla vita di Dante e il suo tempo, partendo dallo spunto dei canti della Divina Commedia[27].

## Descrizione

### Esterno

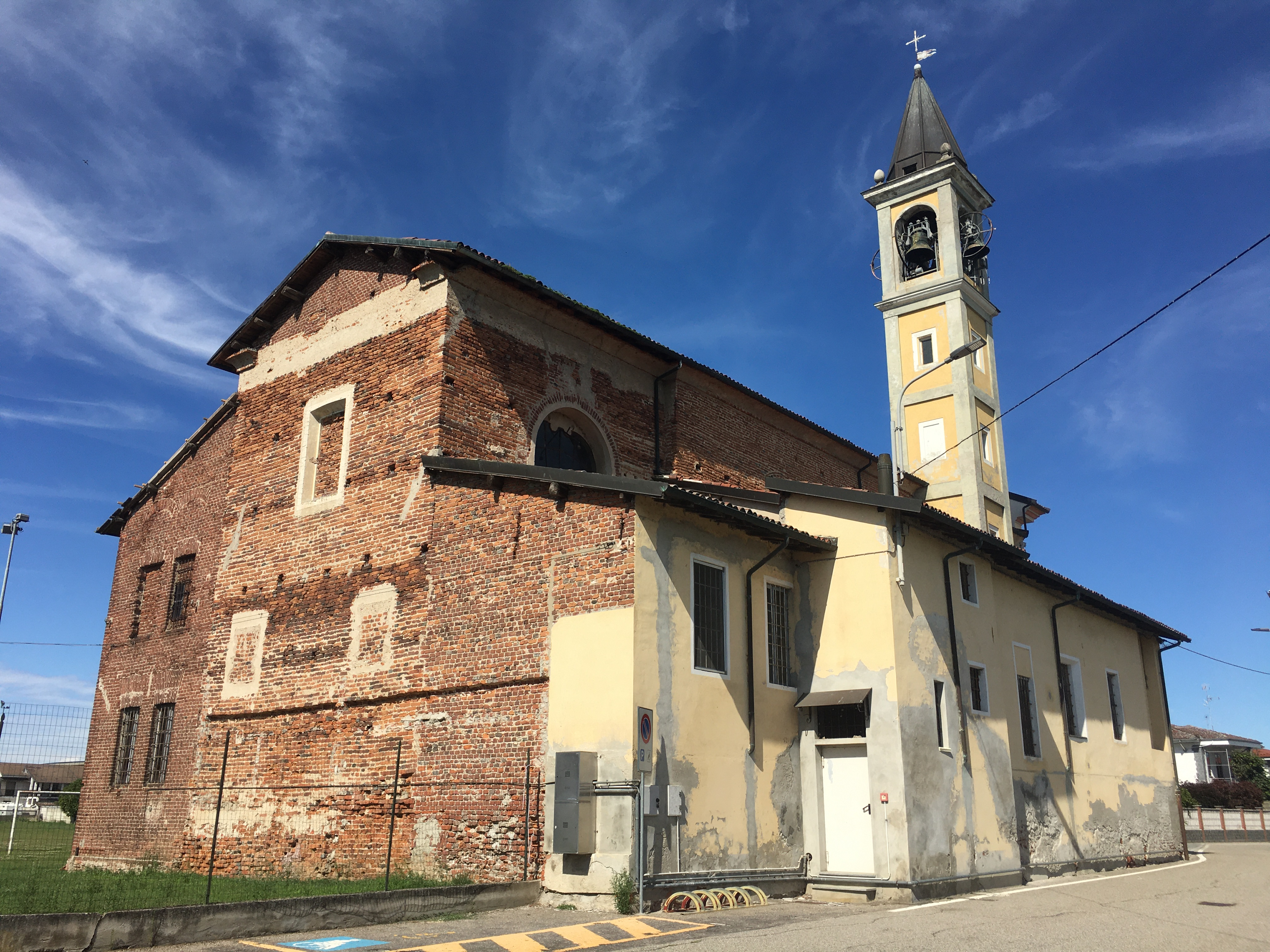
Retro visto da sud-ovest, a destra la sagrestia

La facciata della chiesa è a salienti e tripartita da lesene. Al centro è posto un piccolo protiro, sorretto da due colonne, che protegge il portale d'ingresso, a sua volta sormontato dal rosone. Ai lati si aprono due finestre.

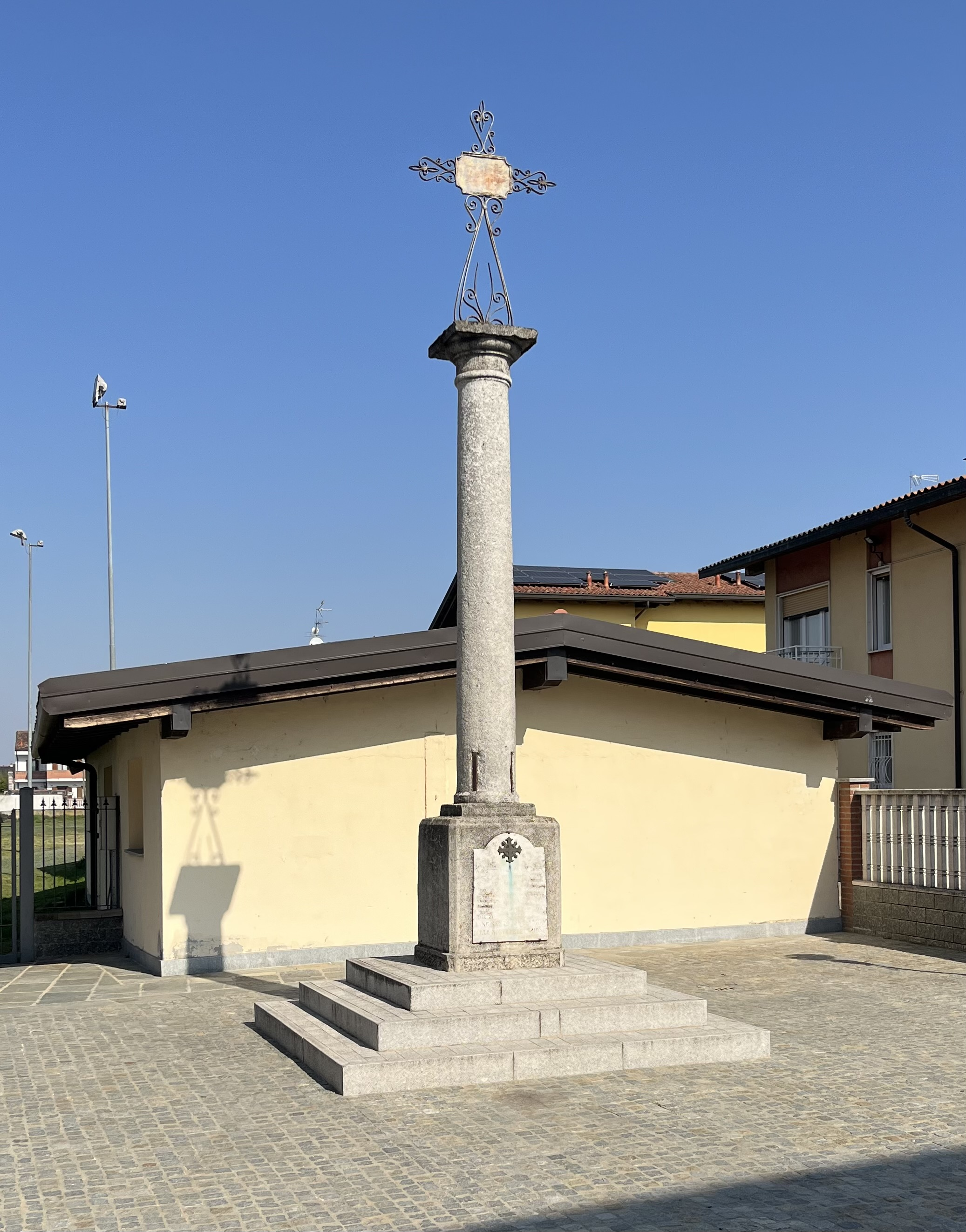
Colonna in granito sul sagrato

Nella piazzetta antistante, a sinistra, è posta una colonna in granito con inciso: A sostituire la lignea croce che qui era stata posta in ricordo delle SS. Missioni del 27 Dic. - 6 Genn. 1902-1903 fu eretto questo monumento anche a ricordo perenne delle Sante Missioni predicate dal 27 Dic. al 7 Genn. 1933-1934, anno santo della redenzione del genere umano.

### Interno
L'interno è ripartito in tre navate divise da pilastri sopra i quali si impostano degli archi.

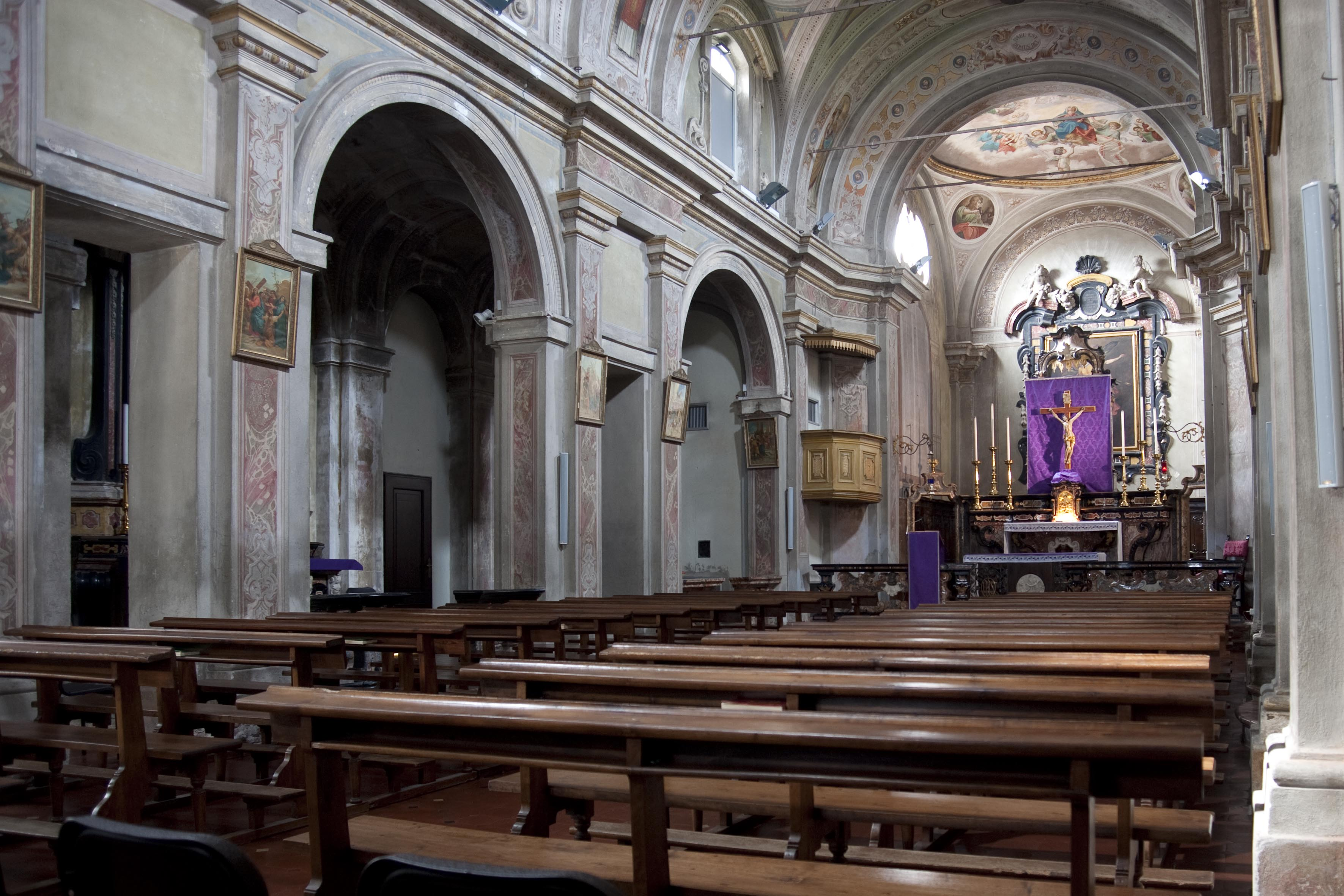
Navata centrale

Entrando in chiesa, nella navata di destra si incontrano il battistero, seguito dalla cappella dedicata alla Madonna di Lourdes. La cappella, commissionata dal sindaco Carlo Geri nel 1914 in ricordo della moglie Clara Gavinelli, è una riproduzione artistica della grotta originale, con aggiunta una raffigurazione della stessa Clara Gavinelli sulla parete sinistra, ritratta dal pittore Rodolfo Gambini (immagini alla sez. Cappella della Madonna di Lourdes). La cappella fu restaurata nel 1996 da Luigi Casalchini e Giuseppe Facchetti. Seguono gli altari marmorei di Sant'Antonio da Padova e del Cristo crocifisso.
Nella navata di sinistra, vicino alla porta, è collocata una grande lapide di marmo nero con inscritti i nomi dei benefattori della chiesa e la data di morte. Seguono gli altari marmorei dedicati alla Madonna del Rosario e alla Madonna Addolorata.
L'altare è costituito da marmi policromi e sormontato da un tronetto a colonne che racchiude la statua del Sacro Cuore. Come ricordato dall'iscrizione dietro l'altare, esso fu donato alla chiesa dal sindaco Carlo Geri nel 1924. Il coro è rivestito di tavole di noce sormontate da un pala dipinta raffigurante San Michele vincitore sul male, di gusto lombardo settecentesco e restaurata nel 1992. A sua volta la pala è racchiusa in una cornice marmorea rossa e nera, sormontata da due angeli in marmo bianco e al centro un medaglione riportante la scritta Sancte Michael Arcangele hic et ubique veni in audiutorium populo Dei.

## Le campane

### XVII secolo
Un inventario del 1618 riportò che il campanile era dotato di due campane, decorate con immagini ed iscrizioni: una di 15 rubbi, decorata con una raffigurazione di Cristo sulla croce, Madonna col bambino in braccio, un santo in abito da vescovo, San Michele con l'iscrizione Princeps gloriosissime Michael Arcangele esto memor nostri hic et ubique; una di 17 rubbi dotata di varie immagini ed iscrizioni, di cui fu riportata solamente Sancta Maria sucurre miseris, ora pro populo, intercede pro clero, die XII maji 1597, le cui ultime parole indicavano la data di creazione. Corrispondendo un rubbio a poco più di 8 chilogrammi, le due campane pesavano rispettivamente circa 121 e 137 chilogrammi.

### XVIII secolo
Nel 1792 il parroco Giuseppe Tosi riferì che sul campanile si trovavano le medesime due campane, che risultavano non benedette e mantenute dalla comunità stessa. Quattro anni dopo, a due secoli dalla creazione, la campana maggiore si spezzò, con la conseguenza che gli abitanti dei cascinali perdevano la messa domenicale, non riuscendo ad udire il richiamo della campana minore. L'anno seguente il consiglio comunale deliberò dunque di affidare l'opera di rifusione della campana maggiore ad Antonio Prinetti da Vercelli, affichè ricreasse un bronzo del medesimo peso.

### XIX secolo
Ultimati i lavori di innalzamento del campanile nel 1832, fu deciso di sostituirne le campane, poiché non perfettamente tra loro intonate. Il lavoro fu commissionato a Pasquale Mazzola da Valduggia, che consegnò nello stesso anno. Alcuni mesi dopo, tuttavia, il dondolìo del campanile provocò la rottura delle nuove campane, che si dovettero rifondere. A fine Ottocento fu aggiunta una terza campana, più piccola, raggiungendo il peso totale di sei quintali.

### XX secolo
A marzo 1936 si volle rinnovare le campane, che furono sempre affidate alla fonderia Mazzola di Valduggia, ora gestita da Roberto, figlio del defunto Pasquale. Aggiungendo ulteriore materia prima, furono forgiate cinque nuove campane del peso complessivo di quasi 24 quintali. Data la piccola cella campanaria e il notevole peso dei bronzi, le fondamenta del campanile furono nuovamente rinforzate. Il giorno della Domenica delle palme, 5 aprile 1936, le campane furono consacrate dal vescono di Novara Giuseppe Castelli in persona, durante una solenne cerimonia orchestrata dal parroco Carlo De Gasperis e che vide la partecipazione di autorità, popolo e di tutti i parroci del Vicariato. Le nuove campane, in Mi, Fa e Sol, furono decorate da numerose immagini ed iscrizioni, sia in italiano che in latino, riportanti i nomi dei santi, degli offerenti e le dediche ai defunti.
Durante la seconda guerra mondiale numerosi artefatti metallici furono requisiti dalle autorità per sostenere la fabbricazione di armamenti. Nel 1942 fu denunciato il peso di ciascuna campana di Garbagna e nel febbraio 1943 iniziò la raccolta del 60% del bronzo da ogni campanile del Novarese, attività per cui fu incaricata la stessa ditta Mazzola di Valduggia. Tra lo sgomento generale, le due campane maggiori (Mi e Fa) furono dunque calate dal campanile ed inviate a Novara, da cui partirono per la Germania e si ebbero notizie che le dicevano spezzate e rifuse ad Amburgo.
Le 1950 le due campane maggiori furono nuovamente forgiate dalla ditta Achille Mazzola di Valduggia, ottenendo l'attuale Concerto di 5 campane in Mi3, secondo il sistema ambrosiano. Don Angelo di Cellio (Vercelli), originario di Garbagna e rettore del Sacro Monte di Varallo, fornì un curioso aneddoto sull'argomento: la particolarità della nuova installazione risiedeva nei piccoli e leggeri ceppi in ferro, appositamente creati dalla ditta Mazzola su esplicita richiesta dei garbagnesi, per consentire di posizionare nella piccola cella campane più grandi e potenti di quelle della vicina Nibbiola (in Fa3), per questioni di mero orgoglio campanilistico.

## La casa parrocchiale

### La prima casa
La prima canonica di cui abbiamo notizia risale agli anni in cui la Signoria di Milano stava accrescendo la propria influenza sul Comune di Novara. Nello specifico, fu descritta dal curato Uberto Fregonara da Trecate nelle Consignationes del 1347, nella lista dei benefici della chiesa. Si trattava di un sedimen (casetta) situato immediatamente a nord della chiesa (vedi mappa alla sez. XVI-XVIII secolo), il cui terreno era lambito a nord e est dal fossato del castello. Sappiamo l'edificio composto di sala, cucina, due camere con solaio e cascina. Per avere un'idea della collocazione, basti pensare che ove oggi (2024) è il campo sportivo era a quel tempo la canonica, mentre presso l'attuale cimitero erano l'orto, la vigna e un pozzo.
All'epoca del dominio spagnolo sul Novarese, nel 1618 l'edificio esisteva ancora, sebbene in cattivo stato. È documentato sempre con campo e vigna a ovest della chiesa, assieme al giardino a sud della stessa. Una piccola porta sul lato nord del coro collegava la chiesa al cortile della canonica, accesso di cui si notizia almeno fino all'inizio del XX secolo.
Dato il pessimo stato in cui versava, nel 1691 il curato Cristoforo Caccia ne avviò il restauro, col supporto economico della popolazione. L'opera proseguì nel 1705 su iniziativa del curato Gaetano Buffalora, che nel 1711 la fece ricostruire.
Abbandonata nel 1748 e disabitata, fu lasciata cadere verso la fine dell'Ottocento. Nel 1948 si potevano ancora scorgere il pozzo dietro il coro, alcuni tronconi di mura e tratti delle fondamenta.

### La seconda casa
Nel 1748 il curato Pietro Plantanida permutò col conte Caroelli la canonica e gli annessi terreni con una casa-masserizia in paese. Tuttavia, pur disponendo di un vasto cortile e il vantaggio d'essere costantemente soleggiata (era rivolta a sud), la distanza dalla chiesa e l'età del fabbricato la rendevano oggettivamente scomoda. Dopo un secolo l'edificio divenne inabitabile, costringendo il curato Giovanni De Paoli ad abbandonarla e chiedere ospitalità prima nel palazzo del conte Caroelli poi al sacerdote/avvocato Antonio Pagella.
Nel 1978 l'edificio era adibito a magazzino.

### La terza casa

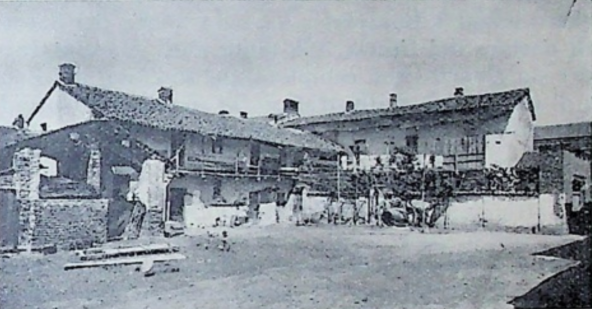
La terza casa parrocchiale nella prima metà del '900

Tra la prima e la seconda guerra d'indipendenza, nel 1853 il curato Giuseppe De Giuli fece erigere, col contributo proprio e della popolazione, una nuova canonica. L'edificio fu realizzato con materiali di recupero, allacciato al lato est del vecchio e affacciato sulla strada principale. La precedente canonica fu restaurata e destinata al colono del beneficio parrocchiale.
Nel 1948 Ernesto Colli descrisse il fabbricato in buone condizioni statiche, ma con tanta umidità da rendere inospitale il pian terreno. Nel 1978 lo riportò abitato dai coloni del beneficio parrocchiale Gian Piero e Antonio Monzaschi, di origine bresciana.

### La quarta casa
Nel terzo quarto del Novecento sorse l'attuale canonica, sul terreno del giardinone del conte Caroelli, acquistato dal curato Luigi Stasioli. L'edificio, eretto presso la chiesa e finanziato dallo stesso religioso, fu progettato dal geometra Giov. Omodei Zorini e realizzato dall'impresa edile Cesarino Manzini di Nibbiola.

## Galleria d'immagini

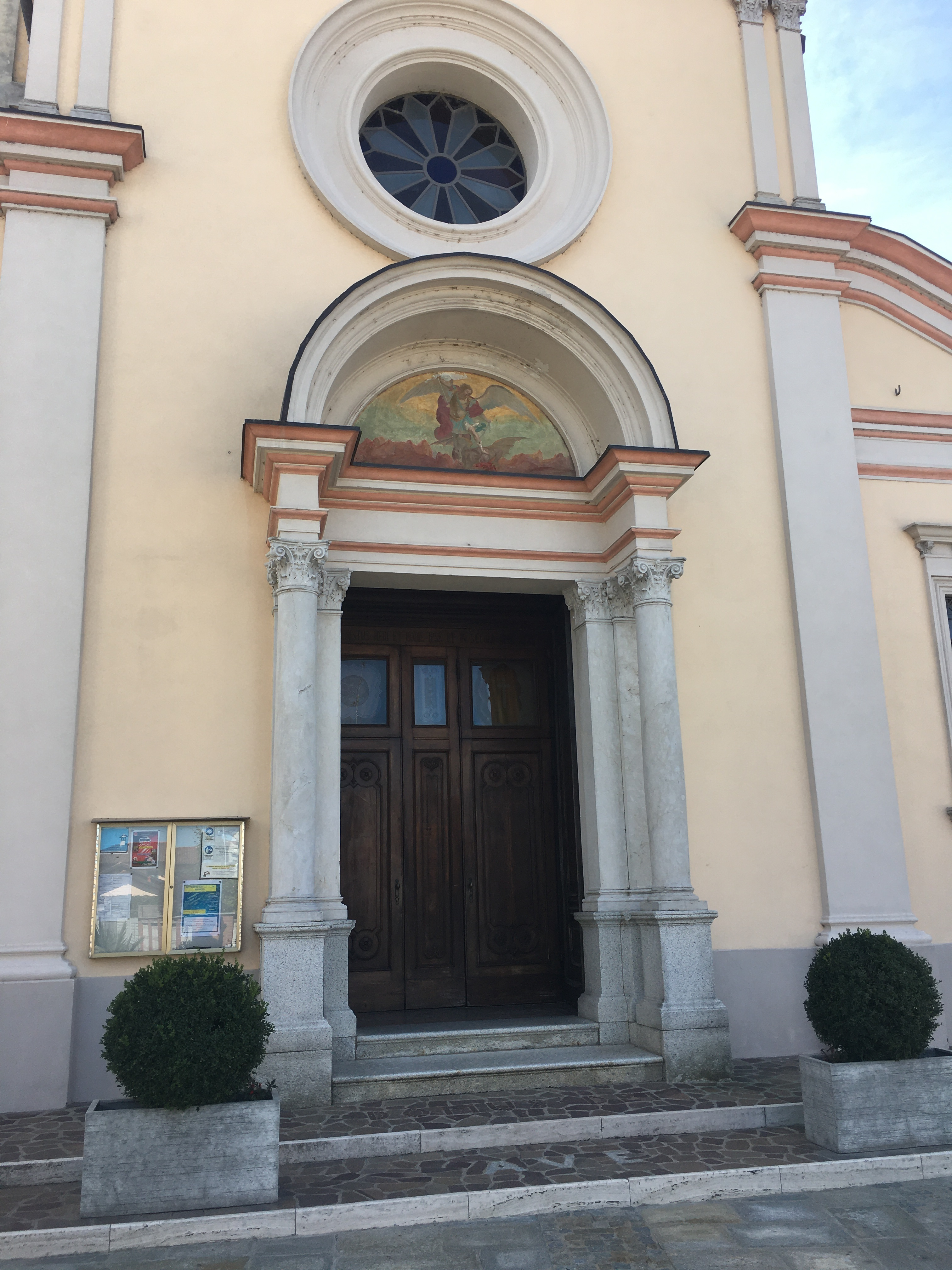
Portale, sovrastato dall'affresco di San Michele
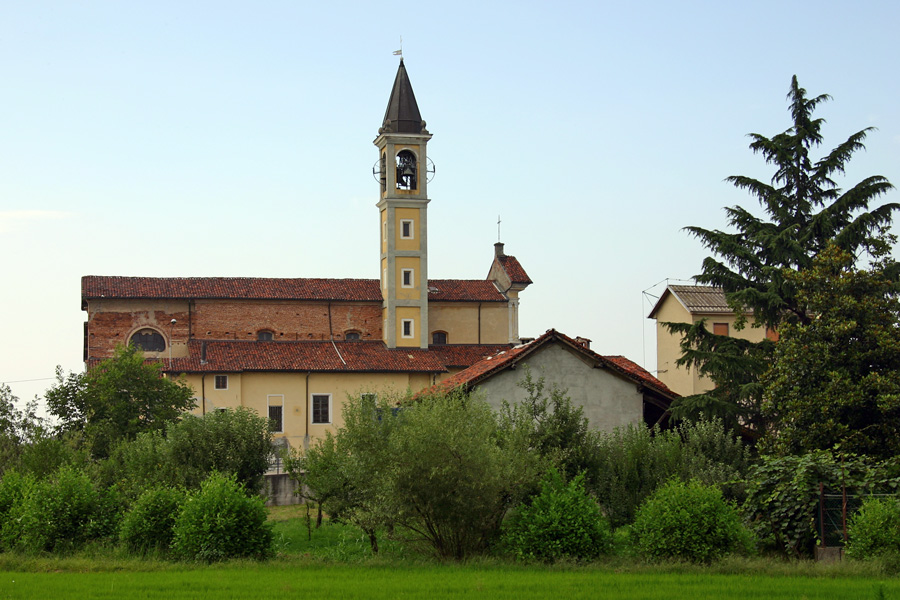
La chiesa vista da sud
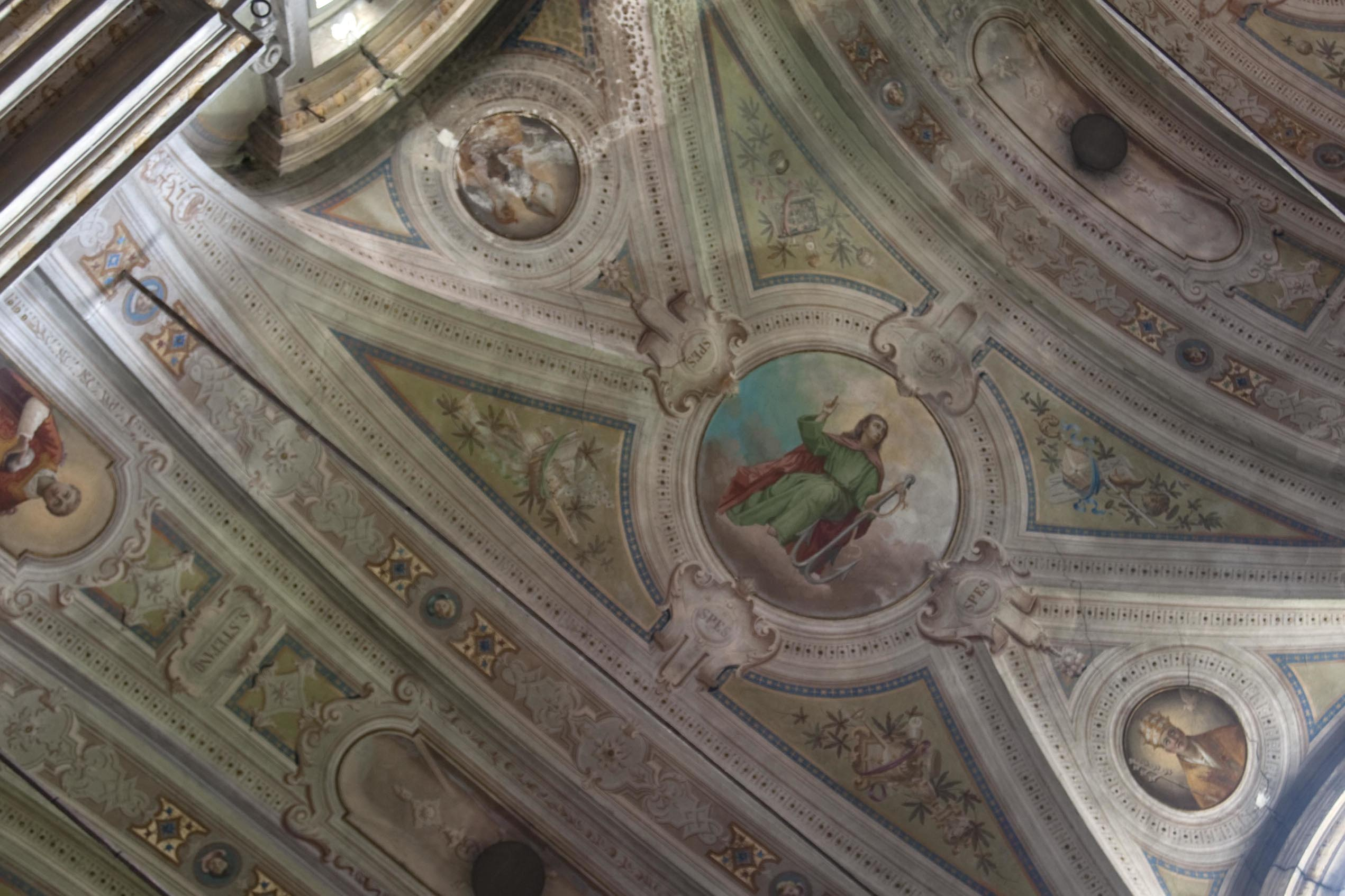
Volta della navata centrale
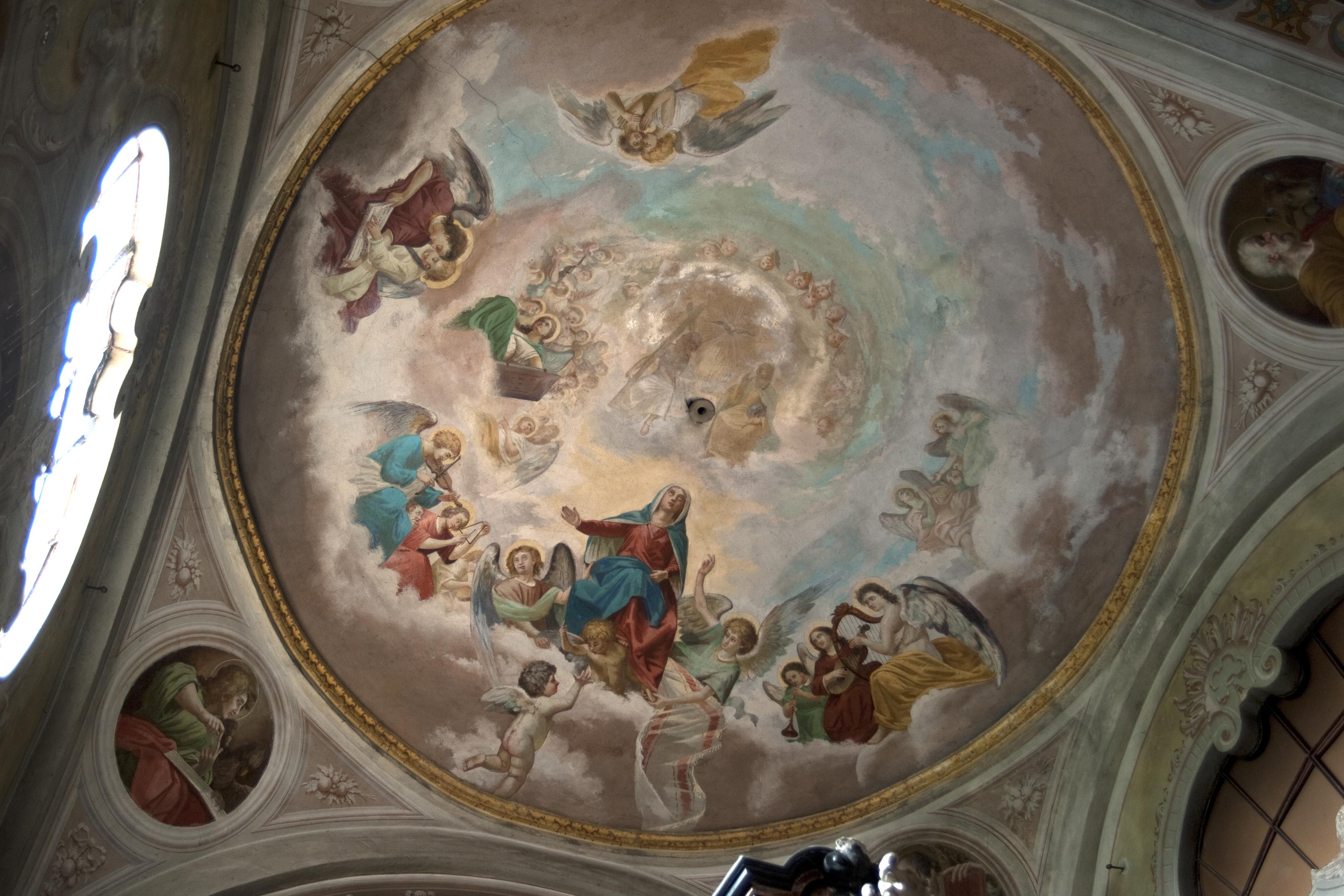
Affresco del soffitto presbiteriale raffigurante l'Assunzione di Maria
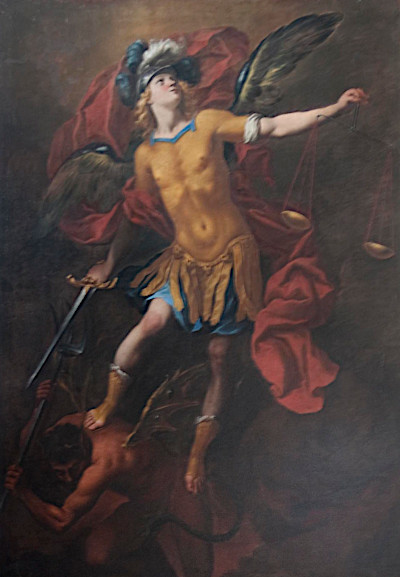
Pala d'altare raffigurante San Michele
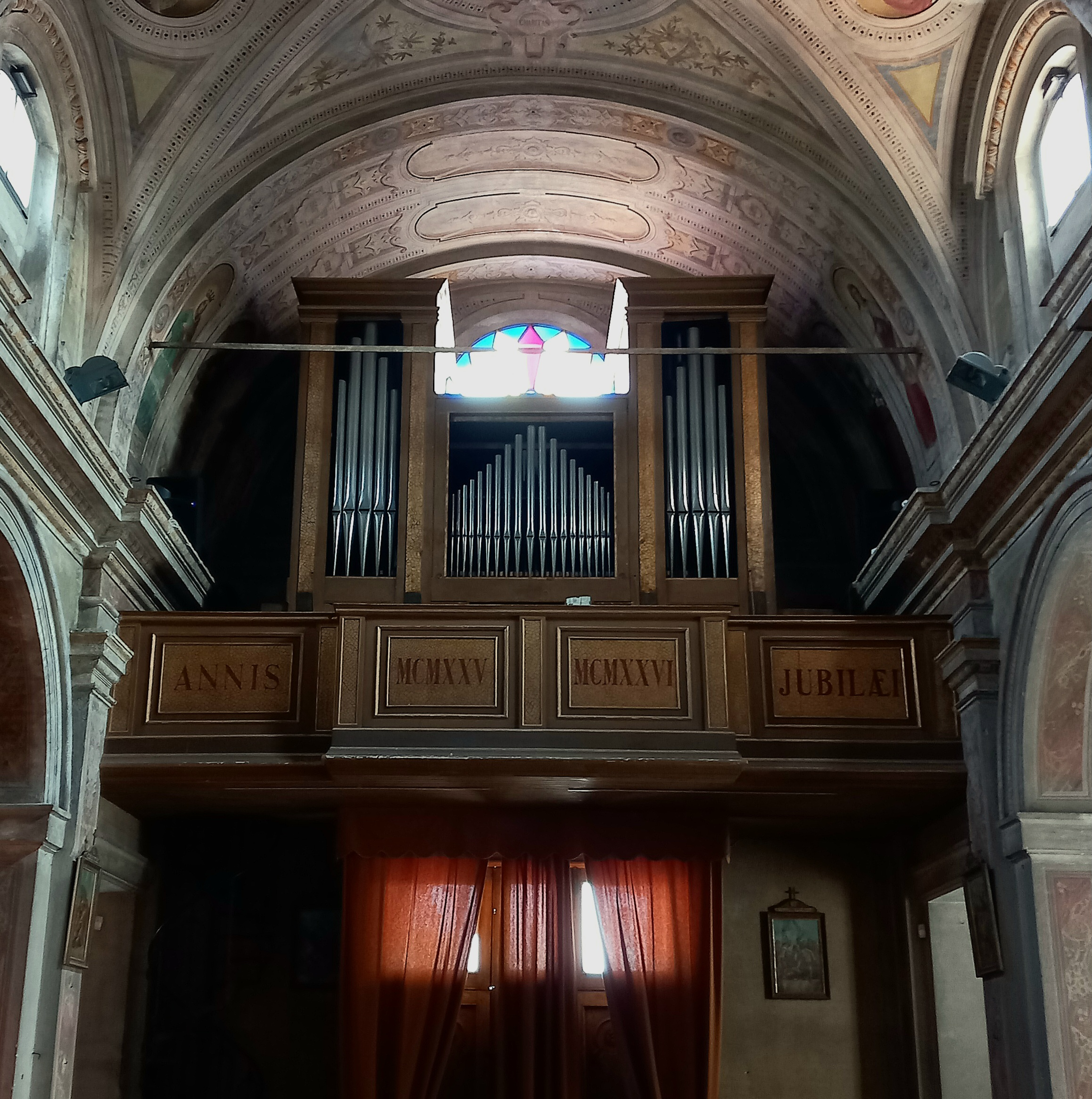
Organo, sopra la porta d'ingresso

### Cappella della Madonna di Lourdes

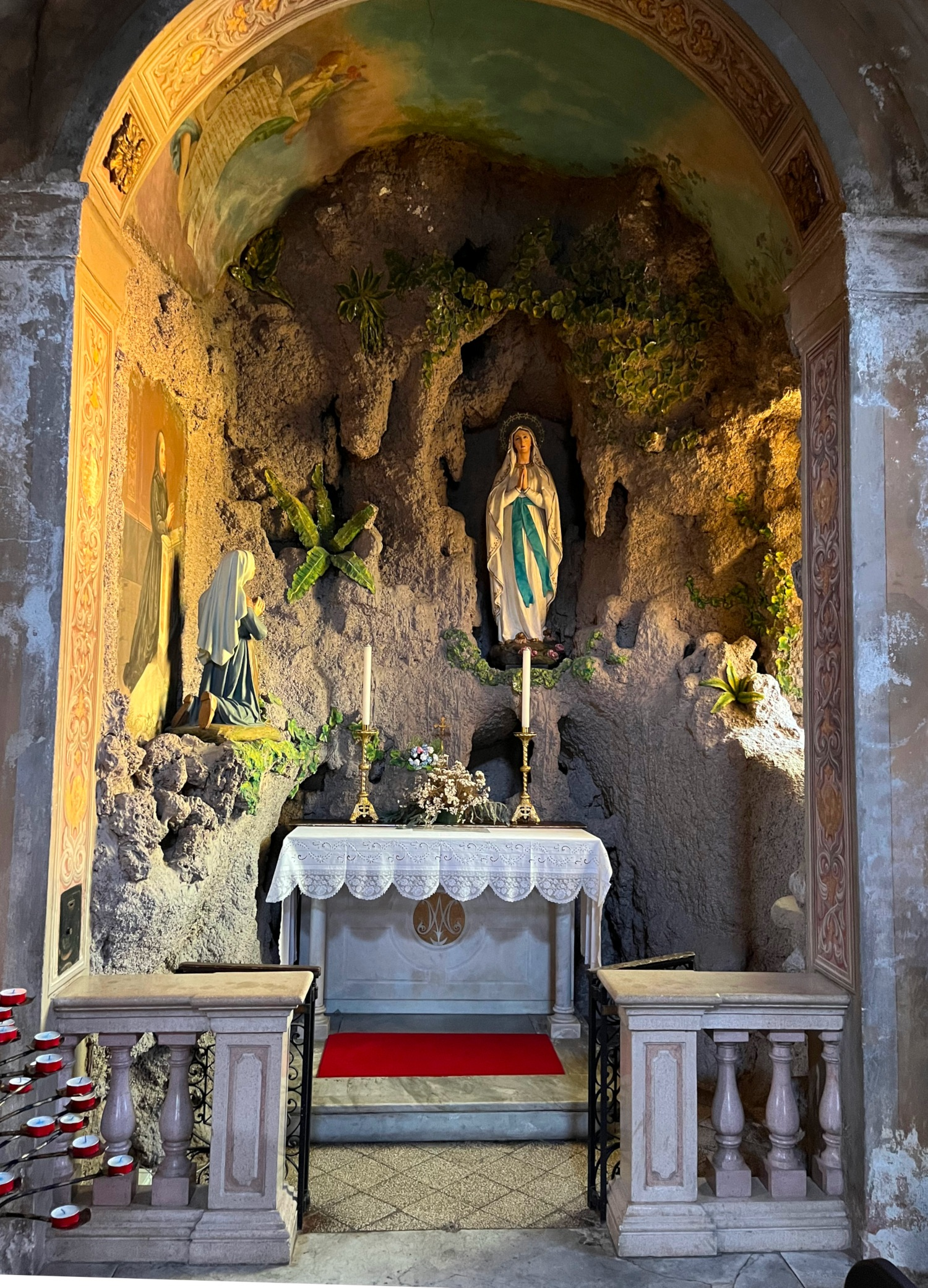
Vista frontale
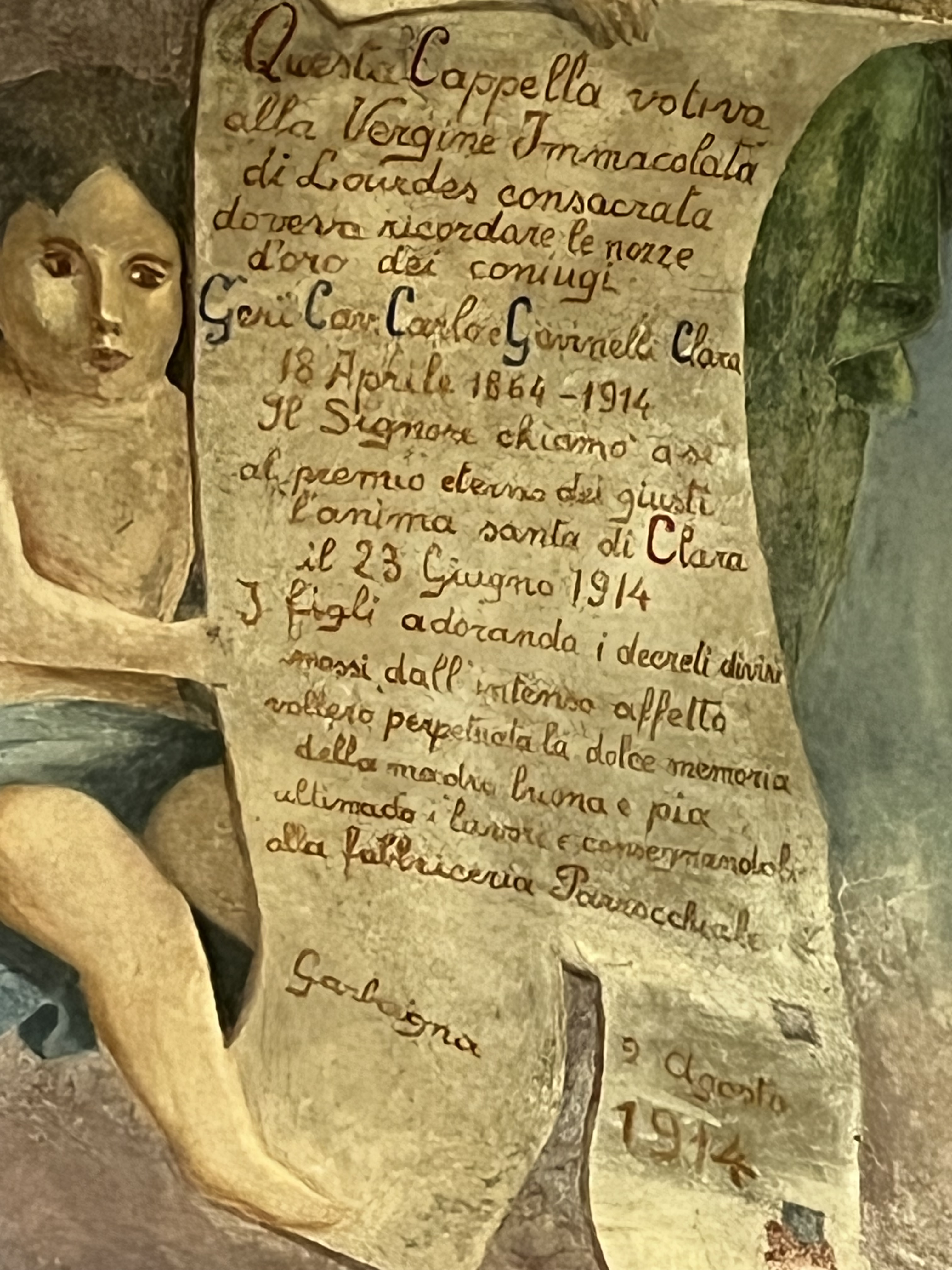
Cartiglio con dedica
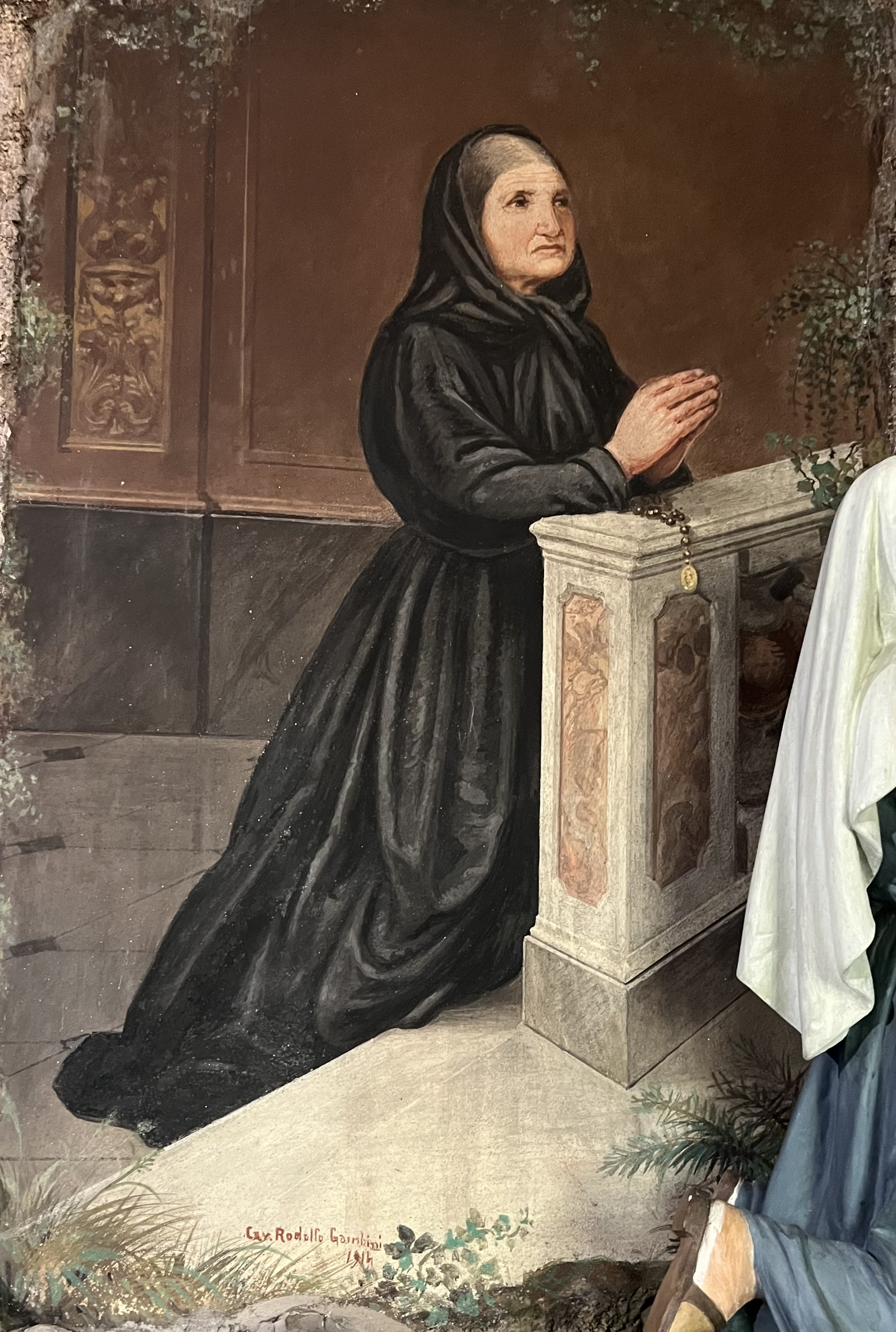
Ritratto di Clara Gavinelli